# Zbigniew Ocepski

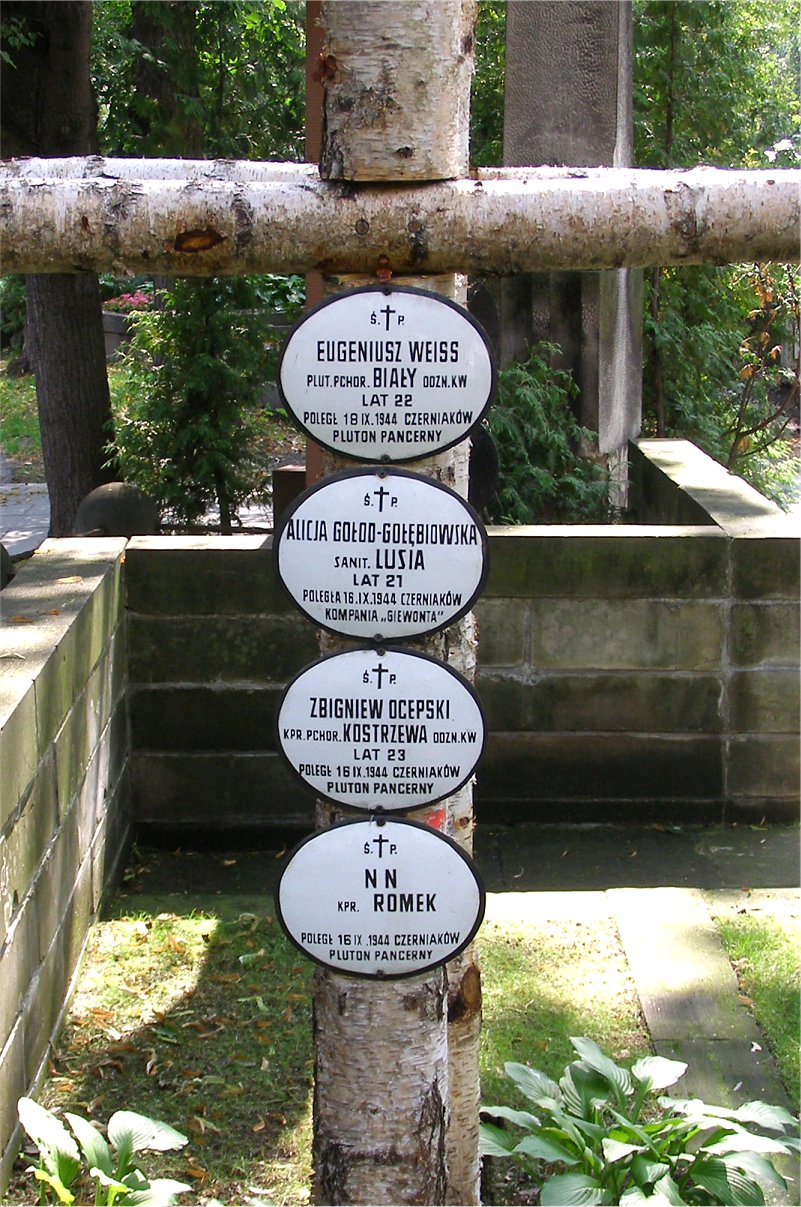
Mogiła na Powązkach

Zbigniew Ocepski ps. Kostrzewa (ur. 8 marca 1921 w Warszawie, zm. 16 września 1944 tamże) – kapral podchorąży, uczestnik powstania warszawskiego jako amunicyjny w dowodzonym przez Wacława Micutę plutonie pancernym batalionu „Zośka” Armii Krajowej. Syn Antoniego, brat Witolda Ocepskiego ps. Downar.

## Życiorys
Pierwszego sierpnia 1944 nie dotarł do swojej jednostki, 11 batalionu modlińskiego i w powstaniu warszawskim walczył w batalionie „Zośka” na Woli, Starym Mieście i Czerniakowie.
Poległ 16 września 1944 w czasie walk przy ul. Okrąg 2 na Czerniakowie. Miał 23 lata. Pochowany w kwaterach żołnierzy i sanitariuszek batalionu „Zośka” na Cmentarzu Wojskowym w Warszawie wraz z Eugeniuszem Weissem (ps. „Biały”), sanitariuszką Alicją Gołod-Gołębiowską (ps. „Lusia”) i nieznanym żołnierzem (o pseudonimie „Romek”) (kwatera A20-5-10).
Odznaczony Krzyżem Walecznych.